# The Regatta Mystery
The Regatta Mystery and Other Stories är en novellsamling skriven av Agatha Christie och först publicerad i USA 1939.
Berättelserna har som huvudperson, med ett undantag ("In a Glass Darkly"), Hercule Poirot, Miss Marple eller Parker Pyne, alla varande Christies detektiver. Samlingen publicerades inte i Storbritannien och var första gången en Christie-bok publicerades i USA utan en jämförbar publikation i Storbritannien. Men alla berättelser i samlingen publicerades i senare brittiska samlingar (se Publicering nedan). I sin helhet har novellsamlingen aldrig publicerats i Sverige men de flesta noveller ingår i andra svenska novellsamlingar (se Innehåll nedan).

## Innehåll
| Engelsk originaltitel            | Svensk översättning              | Del av novellsamling                 |
| -------------------------------- | -------------------------------- | ------------------------------------ |
| The Regatta Mystery              | Regattamysteriet                 | Gul iris och andra mysterier         |
| The Mystery of the Baghdad Chest | Mysteriet med den spanska kistan | Äventyret med julpuddingen           |
| How Does Your Garden Grow?       | Trädgårdskonst                   | En bra kväll för mord                |
| Problem at Pollensa Bay          | Problem i Pollensa               | Gul iris och andra mysterier         |
| Yellow Iris                      | Gul iris                         | Gul iris och andra mysterier         |
| Miss Marple Tells a Story        |                                  |                                      |
| The Dream                        | Drömmen                          | Äventyret med julpuddingen           |
| In a Glass Darkly                | Såsom i en spegel                | Flickan på tåget och andra mysterier |
| Problem at Sea                   | Problem till sjöss               | Åklagarens vittne och andra noveller |

I "The Regatta Mystery" (titelnovellen) fångar Parker Pyne en diamanttjuv under regattafestligheterna i Dartmouths hamn.
"The Mystery of the Bagdad Chest" handlar om hur en död kropp hamnade i sagda kista mitt under en dansfest. Arthur Hastings skildrar hur Hercule Poirot nystar upp mysteriet.
"How Does Your Garden Grow?" är en rad ur barnramsan "Mary, Mary, Quite Contra", som Poirot påminns om när han besöker ett hus på landet med en välskött trädgård vars ägarinna just har dött – efter att ha skrivit ett kryptiskt brev där hon ber om hans hjälp.
"Problem at Pollensa Bay" handlar om en mors motvilja mot sin sons fästmö. Problemet löses (icke-våldsamt) av en annan semesterfirare, Parker Pyne.
I "Yellow Iris" följer Poirot ett anonymt telefonsamtal till ett restaurangbord dignande av favoritblomman från en kvinna som dog mystiskt fyra år tidigare. Denna berättelse utökades till den fullständiga mysterieromanen Cyankalium och champagne, där överste Race ersatte Poirot.
"Miss Marple Tells a Story" är skriven i första person av den äldre detektiven, som minns att hon löste (utan att lämna sin egen stol) ett till synes omöjligt mord.
I "The Dream" berättar en excentrisk miljonär för Poirot om en oroväckande dröm där han tar livet av sig – och hittas död en vecka senare.
"In a Glass Darkly" är den enda berättelsen i samlingen som inte innehåller en av Christies detektiver (den berättas av en anonym berättare), och den enda som åberopar det övernaturliga. Titeln anspelar på uttrycket "Såsom i en spegel", som används av aposteln Paulus för att beskriva hur vi för närvarande ser på världen.
I "Problem at Sea" hittas en rik kvinna död i sin hytt på ett lyxfartyg utanför Alexandrias kust. Berättelsen slutar med att Poirot säger: "Jag godkänner inte mord."

## Litterär betydelse och mottagande
I The New York Times Book Review för den 25 juni 1939 nämnde Isaac Anderson vid namn "Miss Marple Tells a Story" och fortsatte med att säga att "Varken denna berättelse eller någon av de andra är jämförbar med Agatha Christies längre verk, men det är knappast att vänta för detektivhistorien, kanske mer än någon annan typ av fiktion, kräver fortsatt spänning för att hålla läsarens intresse, och det är väldigt få författare som har lyckats med det inom novellens ramar."
En icke namngiven recensent i Toronto Daily Star (30 juni 1939) skrev, angående titelnovellen "The Regatta Mystery", att "Agatha Christie lyckas förbrylla sina läsare ... "Men långt ifrån trovärdig är hennes lösning", och fortsatte med att säga: "Författaren är handikappad av att försöka komprimera sina intriger till 27 sidor vardera. Inte heller har hon möjlighet till fortsatt spänning."

## Publicering
I originalversionen av "The Regatta Mystery" medverkade Hercule Poirot. Berättelsen skrevs senare om av Christie för att ändra detektiven från Poirot till Parker Pyne i och med bokutgivning och alla samlingar i både USA och Storbritannien innehåller Pyne-versionen av berättelsen. Den ursprungliga Poirot-versionen publicerades i tidningen Hartford Courant den 3 maj 1936 med en osignerad illustration. Den dök upp igen 2008 som en del av Harpers samling i tre volymer, Agatha Christie: The Complete Short Stories – Masterpieces in Miniature. (Berättelsen finns med som efterskrift till Poirot-volymen.)
"Miss Marple Tells a Story" beställdes av BBC som en radiopjäs och lästes av Christie själv den 11 maj 1934 i BBC:s nationella program. Inga tryckta publikationer av berättelsen före 1939 är kända.
Berättelserna i The Regatta Mystery and Other Stories finns i följande samlingar:
- Äventyret med julpuddingen (1960): "Drömmen", och en utökad version av "The Mystery of the Bagdad Chest" med titeln "Mysteriet med den spanska kistan".
- Åklagarens vittne och andra noveller (1985): "Problem till sjöss".
- En bra kväll för mord (1989): "Trädgårdskonst".
- Miss Marple's Final Cases and Two Other Stories (1979): "Miss Marple Tells a Story" och "In a Glass Darkly".
- Gul iris och andra mysterier (1991): "Regattamysteriet", "Problem i Pollensa" och "Gul iris". "The Regatta Mystery" och "Problem at Pollensa Bay" hade ursprungligen dykt upp i den nu utgångna samlingen 13 For Luck! (1966).
- While the Light Lasts and Other Stories (1997): "The Mystery of the Baghdad Chest". Denna berättelse utökades senare av Christie med Arthur Hastings borttagen från handlingen som "Mysteriet med den spanska kistan" publicerad i Äventyret med julpuddingen.